# Tio över ett
Tio över ett är en ungdomsroman av Ann-Helén Laestadius utgiven 2016. Boken handlar om protagonisten Maja. Den tilldelades Augustpriset 2016 för bästa barn- och ungdomsbok.